# Хобстат (Индијана)
Хобстат (енгл. Haubstadt) град је у америчкој савезној држави Индијана.

## Демографија
По попису из 2010. године број становника је 1.577, што је 48 (3,1%) становника више него 2000. године.
| Група             | 2000.         | 2010.         |
| Белци             | 1.522 (99,5%) | 1.542 (97,8%) |
| Афроамериканци    | 1 (0,1%)      | 9 (0,6%)      |
| Азијати           | 1 (0,1%)      | 3 (0,2%)      |
| Хиспаноамериканци | 2 (0,1%)      | 10 (0,6%)     |
| Укупно            | 1.529         | 1.577         |